# Mr.Children［(an imitation) blood orange］Tour
『Mr.Children [(an imitation) blood orange] Tour』（ミスター・チルドレン・アン・イミテーション・ブラッド・オレンジ・ツアー）は、日本のバンド・Mr.Childrenの19作目の映像作品。2013年12月18日にトイズファクトリーよりBlu-ray DiscとDVDで発売された。

## リリース・音楽性
Blu-ray DiscとDVDの2形態で発売。DVDは2枚組。三方背ボックス仕様となっており、80ページのブックレットが封入されている。
17thアルバム『[(an imitation) blood orange]』を引っ提げ開催されたドーム・アリーナツアー『Mr.Children [(an imitation) blood orange] Tour』のうち、2013年5月12日に行なわれた盛岡市アイスアリーナ公演のライブの模様を収録している。監督は袴田晃司 (OORONG-SHA) が務めた。また、特典映像としてツアー最終公演となる2013年6月9日に行なわ沖縄コンベンションセンター公演のライブ映像を収録。
Mr.Childrenの映像作品としては、『MR.CHILDREN TOUR POPSAURUS 2012』以来約1年ぶりとなるリリース。
本作のアートディレクターは丹下紘希が担当。
発売に合わせ、本作に収録されている「NOT FOUND」「抱きしめたい」「Happy Song」「Marshmallow day」の映像がMr.Childrenの公式YouTubeチャンネルにアップロードされた。また、メジャー・デビュー25周年記念日となる2017年5月10日には「HERO」の映像が公開された。

## チャート成績
初週でDVD約5.5万枚、Blu-ray Disc約4.6万枚を売り上げ、2013年12月30日付のオリコン週間DVDランキングおよび週間Blu-rayランキングでそれぞれ初登場2位と1位を獲得。Mr.Childrenとしては『Mr.Children STADIUM TOUR 2011 SENSE -in the field-』以来となる通算2作目の週間Blu-rayランキング1位となった。音楽作品のDVDとBlu-rayを合計した「オリコン週間ミュージックDVD・Blu-rayランキング」でも約10.1万枚を売り上げ初登場1位となった。

## 出演
- Mr.Children
  - 桜井和寿：Vocal & Guitar
  - 田原健一：Guitar
  - 中川敬輔：Bass
  - 鈴木英哉：Drums
- 小林武史：Keyboards

## 収録内容
1. OPENING
  - オープニング映像が一部カットされている。
2. 過去と未来と交信する男
3. LOVEはじめました
4. Worlds end
5. NOT FOUND
  - キーを半音下げて演奏された。
6. (MC)
7. 花言葉
8. やわらかい風
  - 本ツアーでライブ初披露となった。
9. 抱きしめたい
10. (MC)
11. Surrender
  - 『Mr.Children Concert Tour Q』以来約12年ぶりの演奏。
  - 田原健一がコーラスを担当。
12. Pink 〜奇妙な夢
13. 常套句
14. CENTER OF UNIVERSE
15. 擬態
16. fanfare
  - キーを半音下げて演奏された。
  - DVDではここまでがDISC 1となっている。
17. (MC)
  - メンバー紹介が行なわれた。
18. イミテーションの木
19. pieces
20. Happy Song
21. hypnosis
22. End of the day
23. innocent world
24. エソラ
25. Marshmallow day
26. (ENCORE)
27. 天頂バス
28. HERO
29. 祈り 〜涙の軌道
30. ENDROLL
  - BGMは「Happy Song」。

### 特典映像
1. [2013.6.9 OKINAWA] Tour Final / Okinawa Convention Center
  - MCおよび「終わりなき旅」のライブ映像。桜井和寿による弾き語りで、ワンコーラスのみの披露。